# 长触潮蛛
长触潮蛛（学名：Hygropoda higenaga）为盗蛛科潮蛛属的动物。分布于台湾岛等地，多见于山地岩石或树叶间。该物种的模式产地在日本。